# Павковић
Павковић је јужнословенско презиме. Познате особе са овим презименом су:
- Миљан Павковић (рођен 1981), кошаркаш
- Небојша Павковић (рођен 1946), генерал